# David Fury
David Fury, född 1959, har varit med och producerat många avsnitt av den kända TV-serien Buffy och vampyrerna och spin-offen Angel. Han har själv varit med i två avsnitt, i musikalen Once more with feeling (buffy s6) och avsnittet Smile Time (angel s5).

## Utmärkelser
- 2005 - Emmy Award för Lost
- 2006 - Emmy Award för 24
- 2006 - WGA Award för Lost

## Fotnoter
1. ↑  Internet Speculative Fiction Database, ISFDB författar-ID: 82157, läst: 9 oktober 2017.[källa från Wikidata]
2. ↑  Internet Movie Database, IMDb-ID: nm0299236co0047972.[källa från Wikidata]